# Bauchamphora

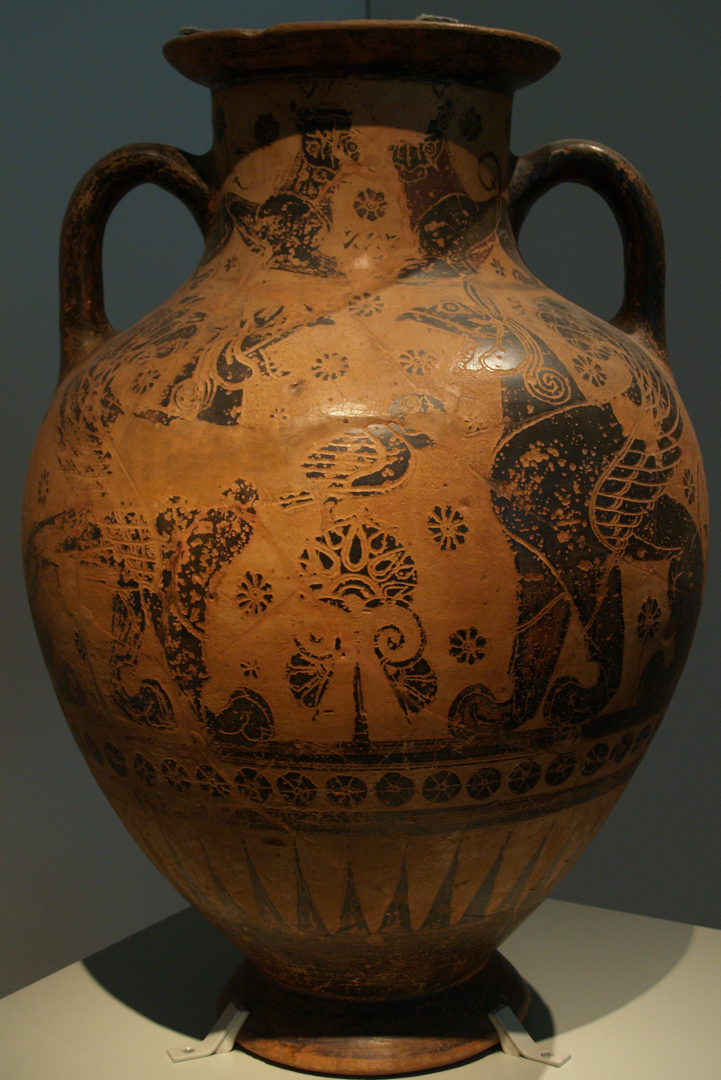
Berliner Bauchamphora des Nessos-Malers, eine der ältesten Bauchamphoren

Die Bauchamphora beziehungsweise Bauchamphore ist neben der Halsamphora eine der beiden Grundformen der antiken griechischen Amphoren.
Bauchamphoren werden zunächst in wenigen vor allem massiveren Stücken im späten 7. Jahrhundert v. Chr. entwickelt.  Etwa um 600 v. Chr. haben sie ihre typische kanonische Form erreicht. Sie bleibt für längere Zeit eine beliebte Form unter den größeren Vasenformen.
Augenfälligster Unterschied zwischen Bauch- und Halsamphoren ist die unterschiedliche Fertigungsweise, die sich in unterschiedlichem Aussehen ausdrückt. Der Körper der Bauchamphora wurde dabei anders als bei der Halsamphora in einem Stück gefertigt, der Hals nicht extra gefertigt und angesetzt. Da hierzu eine andere Fertigungstechnik nötig war, wirken Bauchamphoren mit ihrer anderen inneren Statik auch sehr viel dicker und wuchtiger, sind gedrungener und gewölbter. Zumeist haben Bauchamphoren einen wulstigen Kissenfuß, die Henkel weisen einen runden Querschnitt auf. Im Gegensatz dazu ist die Lippe in ihrer Eigenschaft als Abschluss des Gefäßes und Auflage für den Deckel kantig gestaltet.
Unterschiede gibt es auch bei der Verzierung. Bei Bauchamphoren ist im Allgemeinen der schwarz überzogene Hintergrund nur von Bildfenstern auf der Vorder- und der Rückseite (Seiten A und B) unterbrochen. Diese Bildfelder nehmen oft einen Gutteil der Breite und die beiden oberen Drittel des Amphorenkörpers ein.
Es werden drei Grundformen der Bauchamphoren unterscheiden, die einfach in Typ A, B und C unterschieden werden. Unterschiede finden sich vor allem bei Fuß, Henkel und Lippe der Gefäße.
- Typ A: meist die größeren Bauchamphoren, gerade Lippe, vierkantige Henkel mit vorspringenden Rändern, abgetreppter Fuß (zweistufig, von etwa 520 v. Chr. an bleibt der Beginn des Fußes tongrundig), Bauchbildfenster, dekorierte Henkel (meist Efeuranken, etwas später zudem eine Palmette unterhalb des Henkels); kommt etwa 550 v. Chr. auf, mehrfach für bilingue Darstellungen gleicher Bildthemen im schwarzfiguriger und rotfiguriger Malweise genutzt
- Typ B: meist die kleineren Bauchamphoren, gerade Lippe, gerundeter Fuß, zylindrischer Henkel, Bauchbildfenster; die älteste und häufigste der kanonischen Formen, die bis ins frühe 5. Jahrhundert v. Chr. hergestellt wird
- Typ C: gerollte Lippen, einfacher Fuß, oft kein extra begrenztes Bauchbildfenster; eingeführt vom Affecter und auch noch in der rotfigurigen Technik fortgeführt.

Es herrscht unter den Forschern keine Einigkeit, ob man Peliken als eigene Form ansehen sollte, oder ob sie ein Typus der Bauchamphora ist. Eine Sonderform aufgrund der Verzierung ist die Pferdekopf-Amphore.

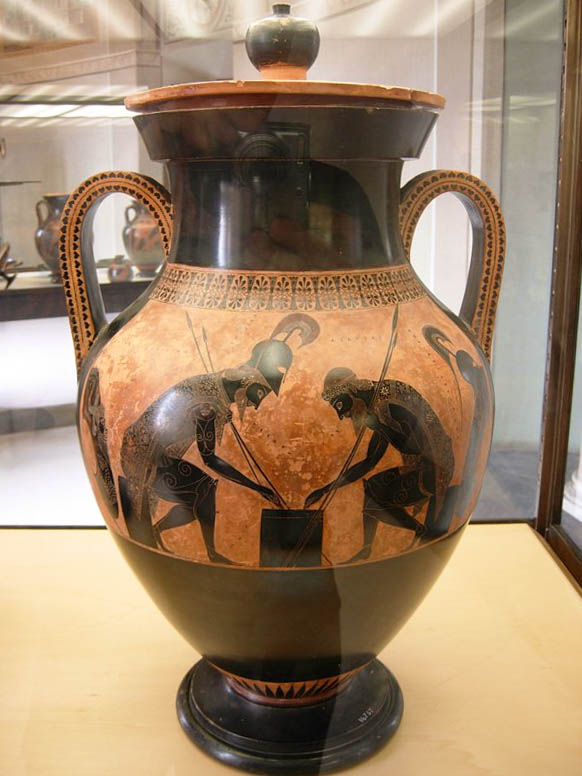
Typ A Achilleus und Ajax beim Brettspiel; Exekias, um 540/530 v. Chr., Museo Gregoriano Etrusco
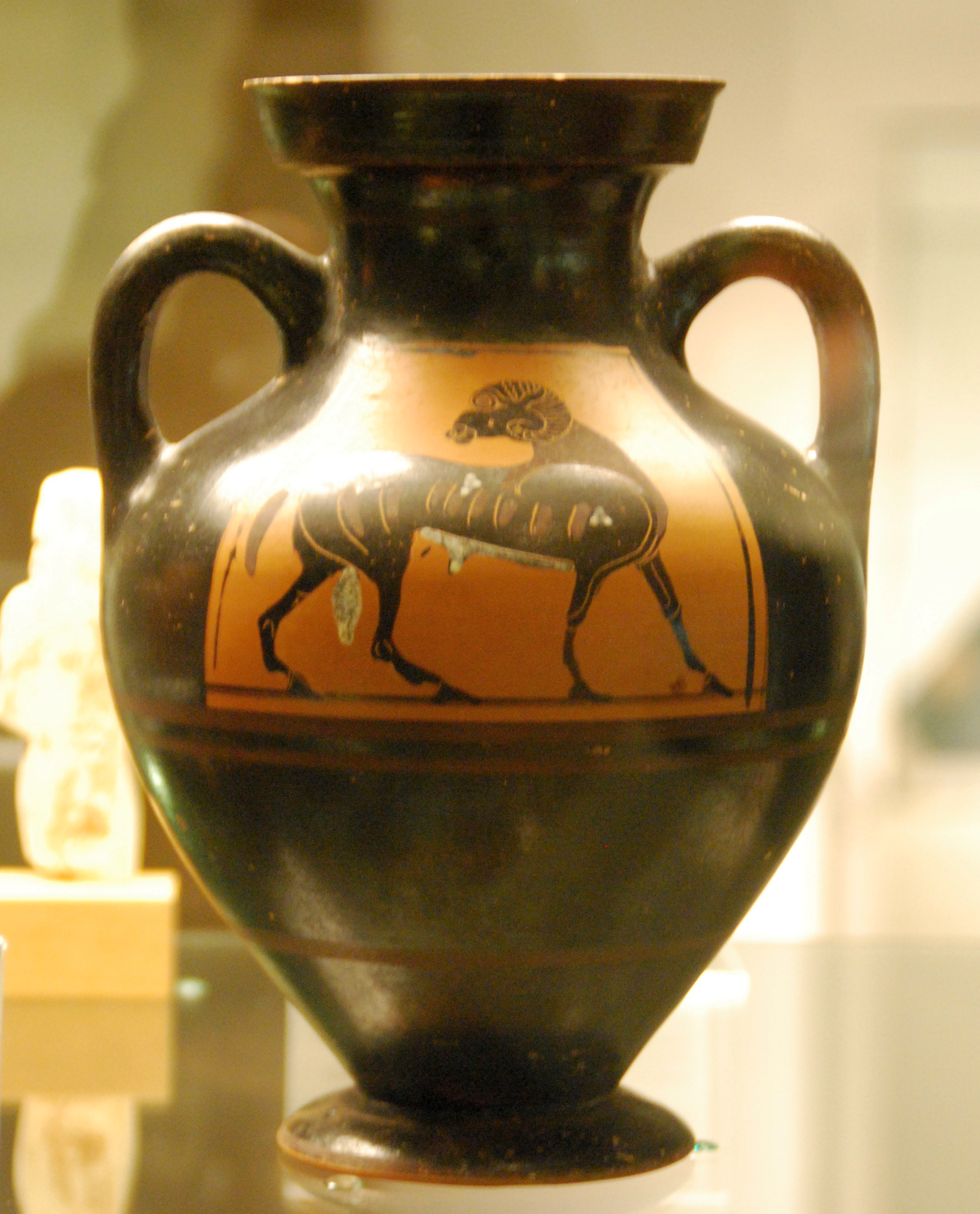
Typ B nach rechts schreitender, den Kopf zurückwendender Widder; Gorgo-Maler, um 580 v. Chr.; Museum August Kestner
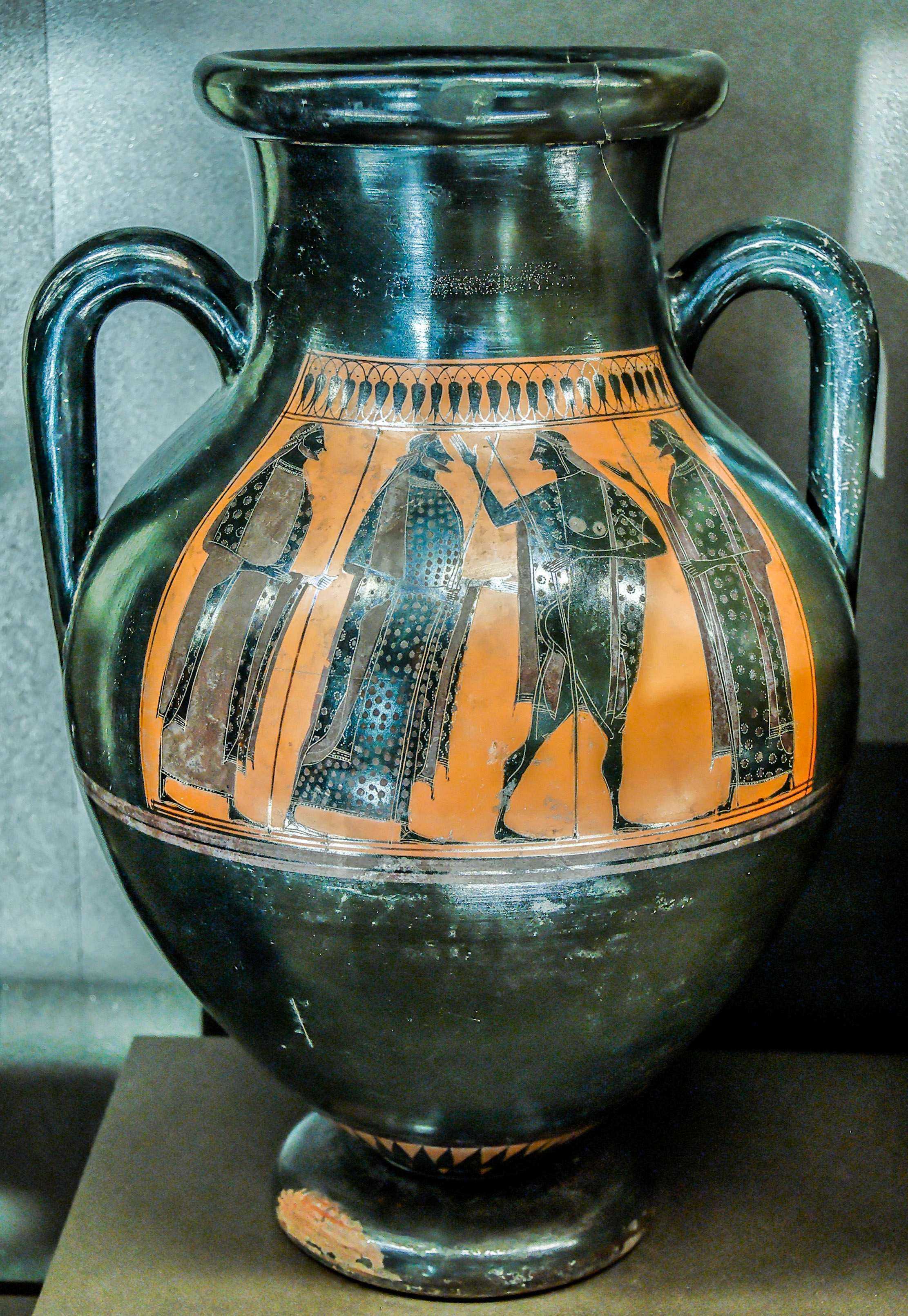
Typ C Kriegerabschied; Affecter; um 540/530 v. Chr., Louvre
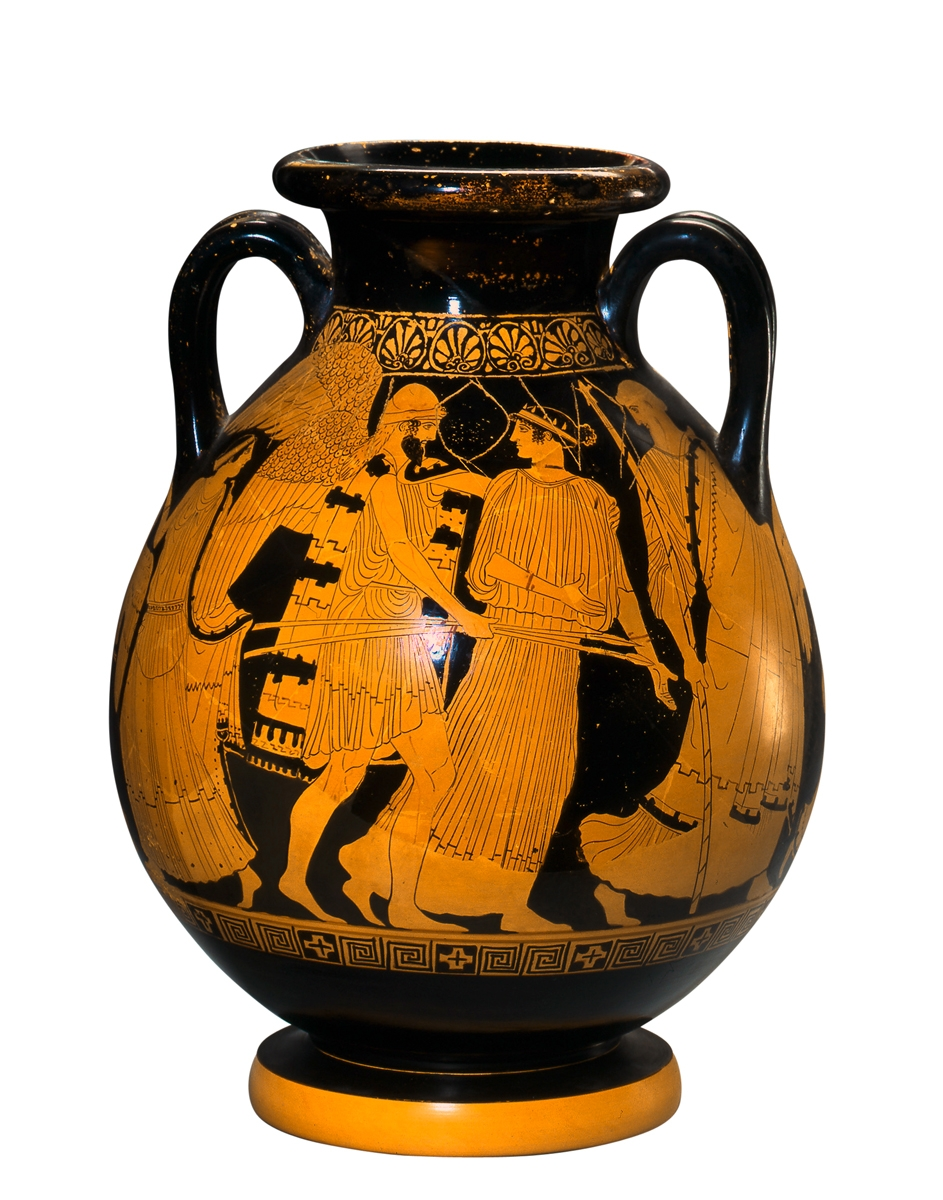
Pelike Boreas entführt Oreithyia; Maler der Geburt der Athena, um 460 v. Chr.; Museum für Kunst und Gewerbe Hamburg